# Afrika vasúti közlekedése

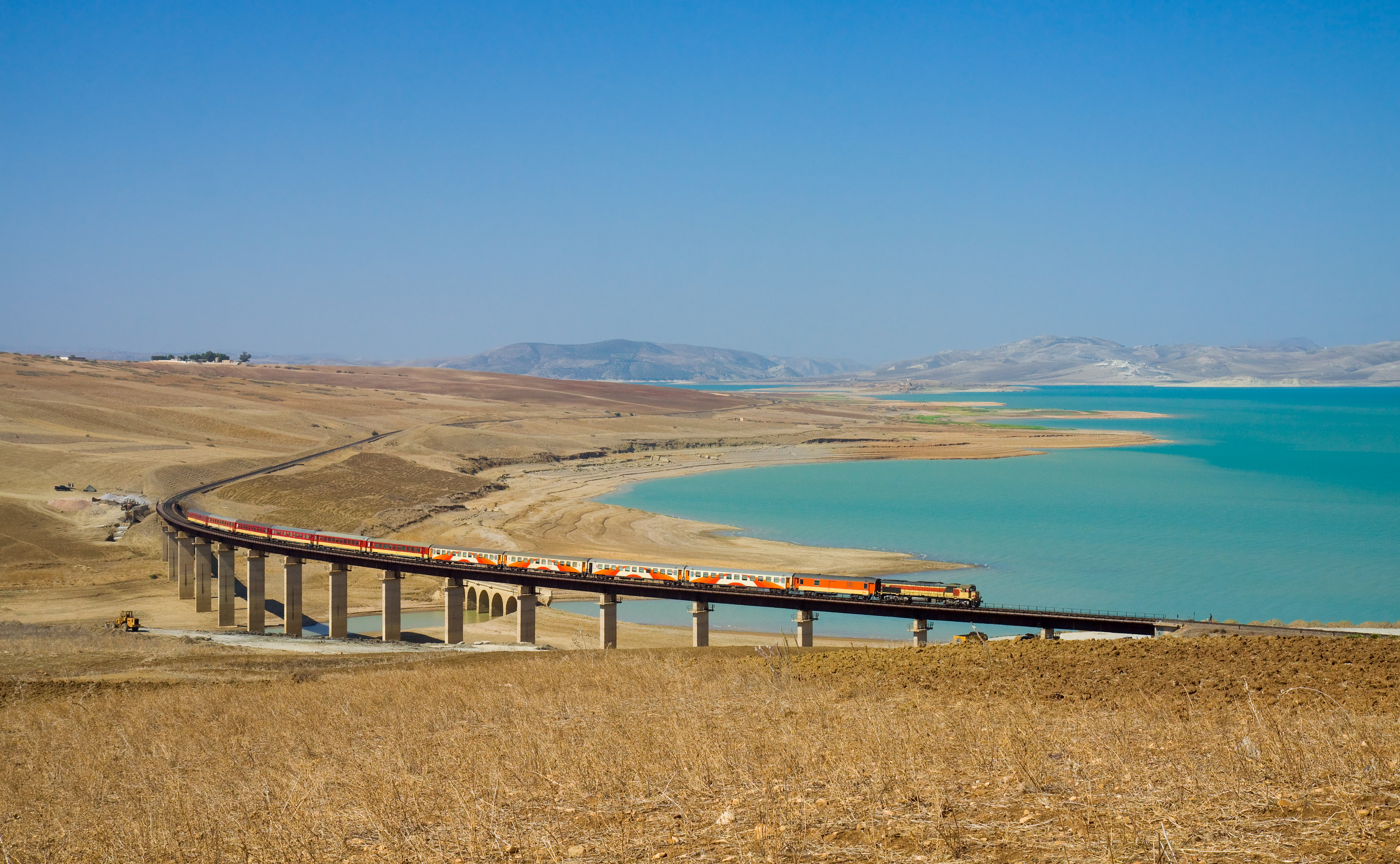
Személyvonat Marokkóban

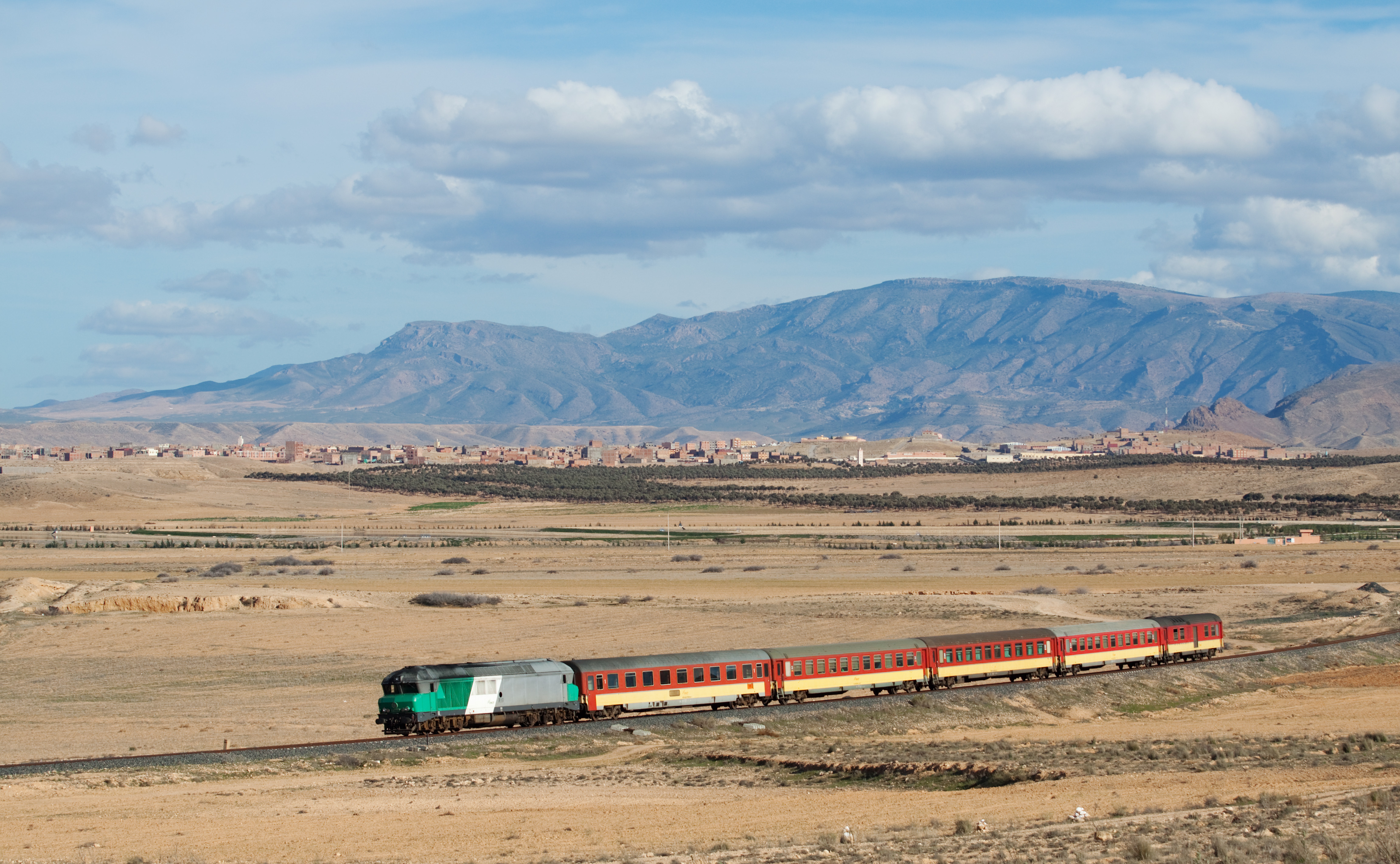
Személyvonat Marokkóban

Afrika vasúti közlekedése nagyon elavult. A kontinensen 50 275 km vasútvonal található, holott Afrika a világ területének 14%-a, és itt él a népesség 22%-a. Marokkóban, Algériában, Zimbabweben, Egyiptomban, Tunéziában és Dél-afrikai Köztársaságban van villamos vontatás is, de a többi országban szinte teljesen ismeretlen. A vasutak általában egyvágányúak és keskeny nyomtávúak. Egyes szakaszokon még gőzmozdonyok közlekednek. A hálózat ritka, nagy részét a korábbi gyarmatosító európai országok építették. Bissau-Guineában, Burundiban, Csádban, Egyenlítői-Guineában, Közép-afrikai Köztársaságban, Líbiában, Ruandában, São Tomé és Príncipeben, Szomáliában, Gambiában és a Zöld-foki Köztársaságban egyáltalán nincs vasútvonal. Sok ország vasútja csak helyi érdekeket szolgál, nemzetközi kapcsolat nélkül. A Dél-afrikai Köztársaságban ellenben európai színvonalú a vasúti szolgáltatás, itt található Afrika vasútjainak 36%-a.
A járatok ritkán, heti egy-két alkalommal közlekednek. A vasút részaránya a személy- és teherszállításban elenyésző.
További érdekesség, hogy sok országnak nincs nemzeti vasúttársasága. Ezeknek az országoknak a vasútja csupán egy célt szolgál, hogy az ország belsejében található bányákból az ércet a legközelebbi kikötőbe szállítsa. Ezeket a vonalakat a bányásztársaságok üzemeltetik, általában egyéb fuvarozás vagy személyszállítás nélkül.
Jelentős változást a tervezett Gibraltári alagút hozhat, mely az afrikai hálózatot összekötné az európai hálózattal.

## Története
Az egyik első afrikai vasúti projekt 1833-ra nyúlik vissza, amikor Muhammad Ali egyiptomi alkirály tanulmányokat készíttetett egy Kairóból Szuezbe vezető vasútvonalról. A projektet nem tudták finanszírozni. Csak 1851-ben egy új uralkodó, I. Abbász egyiptomi alkirály írt alá szerződést Robert Stephensonnal egy normál nyomtávú vasútvonal megépítésére. Az első, Alexandriától Kafr el Zaiyatig tartó szakaszt 1854-ben avatták fel, és 1856-ban fejezték be Kairóig. Ezzel az Egyiptomi Állami Vasút (ESR) lett Afrika legrégebbi vasúttársasága.
Abban az időben Franciaország is jelen volt Észak-Afrikában. Az algériai vasúthálózat kiépítése azonban nem tartozott a születő Második Birodalom prioritásai közé. Több projekt is meghiúsult. Csak 1860. július 11-én született egy rendelet, amely az Algír és Blida, az Oran és Saint-Denis-du-Sig, valamint a Constantine és a tenger közötti vonalak koncesszióba adását a Compagnie des chemins de fer algériensnek engedélyezte. Az Algír és Blida közötti szakasz, amelyet 1862. szeptember 8-án adtak át, Franciaország első tengerentúli vasútvonala volt. Ezt az első megnyitást követően a társaság nem tudta teljesíteni kötelezettségeit, és csődbe ment. Koncesszióit a nagyhatalmú PLM vállalat vette át, amely így megvetette a lábát Algériában.
Ugyancsak az 1860-as évek elején jelentek meg először a vasutak Dél-Afrikában. Az első három kilométeres vonalat Natalban, Durban és Point között adták át 1860 júniusában. Ezt 1867-ben meghosszabbították Umgeniig. Ugyancsak 1860-ban nyitotta meg a Fokvárosi Vasúti és Kikötő Társaság a Fokváros-Wellington vonalat (96 km), valamint egy 10 km-es mellékvonalat Fokváros és Wynberg között.
Mindezeket a vonalakat normál nyomtávval építették. Az 1860-as évek végén a kimberley-i gyémántbányászat rohama jelentős következményekkel járt, mivel a vasutakat most már több mint 1000 kilométeres távolságokra kellett meghosszabbítani. 1873. január 1-jén a fokvárosi kormány átvette a CTR&D co. irányítását, aminek elméletileg lehetővé kellett tennie a meghosszabbítások finanszírozását. A költségek alacsonyan tartása érdekében keskenyebb nyomtávot választottak. 1869-ben a Cape Copper Company 760 mm-es nyomtávú vonalat nyitott Okiep és Port Nolloth (Dél-Afrika) között. Ez a nyomtáv túl keskenynek tűnt a Cape mérnökeinek, akik a szabványos 1435 mm-es nyomtáv és a keskeny 760 mm-es nyomtáv közötti kompromisszumot választották. Így került használatba 1874 körül az 1067 mm-es nyomtáv, amelyet "angol metrikus nyomtávnak" vagy "fokvárosi nyomtávnak" is neveznek. Hamarosan ez lett a szabványos nyomtáv Afrika nagy részén.

## Fontosabb afrikai vasúthálózatok
| Ország                          | Üzemeltető                   | Hossz (km) | Személyszállítás (Mvk) | Áruszállítás (Mtk) | Nyomtávolság (mm) |
| ------------------------------- | ---------------------------- | ---------- | ---------------------- | ------------------ | ----------------- |
| Dél-afrikai Köztársaság         | Transnet, Spoornet, Gautrain | 20 384     | 10 000                 | 108 510            | 1067              |
| Algéria                         | SNTF                         | 3572       | 963                    | 2038               | 1055, 1435        |
| Angola                          | CFA                          | 2199       |                        |                    | 1067              |
| Benin                           | OCBN                         | 470        |                        |                    | 1000              |
| Botswana                        | BR                           | 557        |                        |                    | 1067              |
| Burkina Faso                    | Sitarail                     | 495        | 10                     | 675                | 1000              |
| Kamerun                         | Camrail                      | 1104       | 297                    | 1114               | 1000              |
| Kongói Köztársaság              | CFCO                         | 509        |                        |                    | 1067              |
| Kongói Demokratikus Köztársaság | SNCC                         | 4128       |                        |                    | 1067              |
| Elefántcsontpart                | Sitarail                     | 1260       | 10                     | 675                | 1000              |
| Dzsibuti                        | CFDE                         | 108        |                        |                    | 1000              |
| Egyiptom                        | ENR                          | 5063       |                        |                    | 1435              |
| Eritrea                         | EA                           | 118        |                        |                    | 950               |
| Etiópia                         | CFDE                         | 691        |                        |                    | 1000              |
| Gabon                           | Transgabonais                | 731        |                        |                    | 1435              |
| Ghána                           | GRC                          | 953        |                        |                    | 1067              |
| Guinea                          | ONCFG                        | 36         |                        |                    | 1000              |
| Guinea                          | CBG                          | 281        |                        |                    | 1435              |
| Malawi                          | CEAR                         | 797        |                        |                    | 1067              |
| Mali                            | Transrail                    | 641        |                        |                    | 1000              |
| Marokkó                         | ONCFM                        | 2120       | 27 700                 | 19 140             | 1435              |
| Namíbia                         | TransNamib                   | 2382       |                        |                    | 1067              |
| Nigéria                         | NRC                          | 3551       |                        |                    | 1067              |
| Uganda                          | RVRC                         | 200        |                        |                    | 1000              |
| Szenegál                        | Transrail                    | 683        |                        |                    | 1000              |
| Szudán                          | SRC                          | 4750       |                        | 1,62               | 1067              |
| Szváziföld                      | SR                           | 302        |                        |                    | 1067              |
| Tanzánia                        | TRC TAZARA                   | 2600, 1860 | 432                    | 1195               | 1000, 1067        |
| Tunézia                         | SNCFT                        | 1907       |                        |                    | 1000, 1435        |
| Zambia                          | ZR TAZARA                    | 1014, 861  |                        |                    | 1067, 1067        |
| Zimbabwe                        | NRZ BBR                      | 2042, 317  |                        |                    | 1067, 1067        |

- Mvk: millió utaskilométer
- Mtk : millió tonnakilométer